# Club de Futbol Barceloneta
El Club de Futbol Barceloneta és un club de futbol català del barri de la Barceloneta, a Barcelona.
Neix l'any 1930. Després del parèntesi de la Guerra Civil el club va reprendre l'activitat. El 1947 nasqué al barri la Penya Barcelonista Barceloneta, i aquests anys apareixen el Sant Carlos i l'Atlàntic Marítim. Aquests clubs mantingueren forta rivalitat al barri durant vint-i-cinc anys i finalment decidiren fusionar-se sota el nom de Club de Futbol Barceloneta. L'any 1992, l'ajuntament construí un camp de futbol al Parc de la Catalana que fou cedit al club en règim de concessió municipal, que fou inaugurat el 5 d'octubre de 1994.

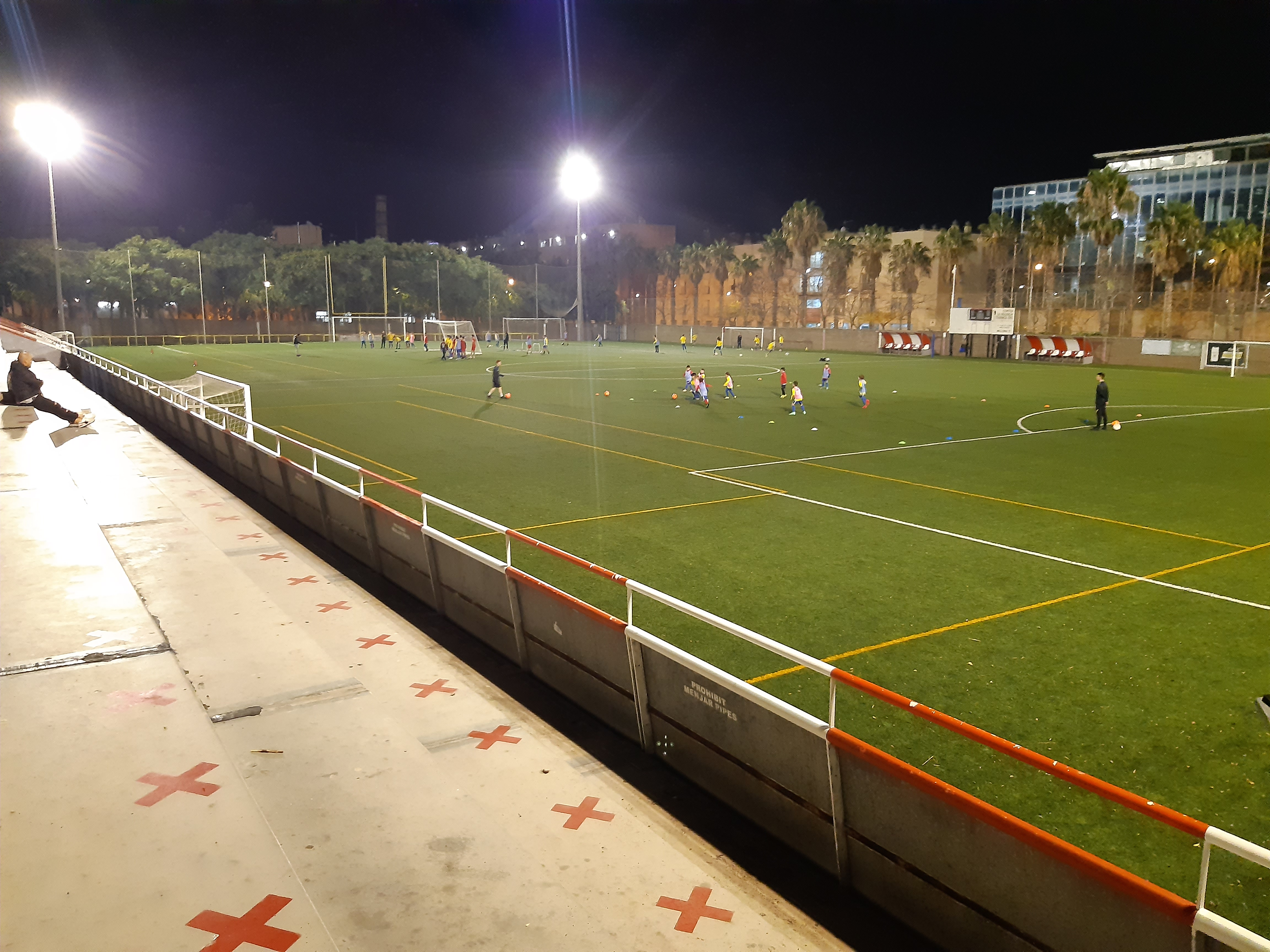
Camp del Club de Futbol Barceloneta

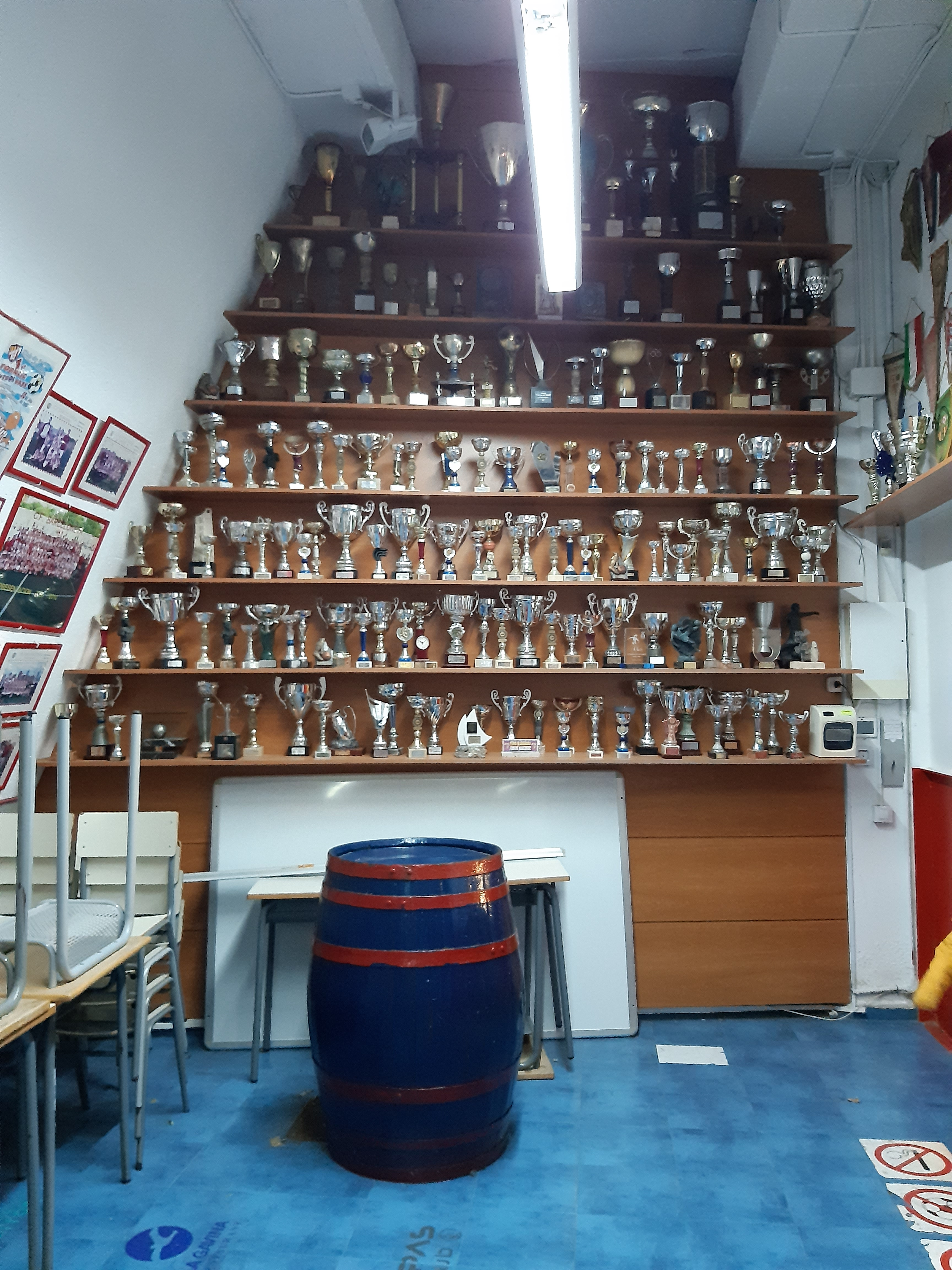
Vitrina d'exposició dels trofeus del club

## Temporades
Masculí:
- 1994-1995 Primera Div. Catalana 13è
- 1995-1996 Primera Div. Catalana 5è
- 1996-1997 Primera Div. Catalana 6è
- 1997-1998 Primera Div. Catalana 16è
- 1998-1999 Primera Div. Catalana 20è
- 2011-2012 Segona Catalana (G2) 17è
- 2017-2018: Quarta Catalana (G16) 1r
- 2021-2022: Tercera Catalana (G13) 4t
- 2022-2023: Tercera Catalana (G11) 3è
- 2023 - 2024: Tercera Catalana (G9) 1r
- 2024 - 2025: Segona Catalana (G3)

## Palmarès
- Primera catalana de futbol (1): 1993-94 (Grup I)
- Segona catalana de futbol (2): 1989-90 (Grup III), 2009-10 (Grup III)
- Quarta Catalana de futbol (1) 2017-18 (Grup XVI)
- Tercera Catalana de futbol (1) 2023-24 (Grup IX)

## Femení
- 2020-2021 Segona Div. Catalana 6è
- 2021-2022 Segona Div. Catalana (G2) 3r
- 2022-2023 Segona Div. Catalana (G4) 3r
- 2023-2024 Segona Div. Catalana (G4) 2n
- 2024-2025: Segona Div. Catalana (G3)
- 2025 - 2026: